# ثيو برونر
ثيو برونر (بالإنجليزية: Theo Brunner)‏ (17 مارس 1985 في الولايات المتحدة - ) هو لاعب كرة طائرة الولايات المتحدة.

## وصلات خارجية
- ثيو برونر على موقع الاتحاد الدولي beach volleyball database (الإنجليزية)
- ثيو برونر على موقع قاعدة بيانات الكرة الطائرة الشاطئية (الإنجليزية)
- ثيو برونر على موقع دوري الدرجة الأولى الإيطالي للكرة الطائرة - رجال (الإيطالية)
- ثيو برونر على موقع اللجنة الأولمبية والبارالمبية الأمريكية (الإنجليزية)